# إدوارد كلوسنسكي
إدوارد كلوسنسكي (بالبولندية: Edward Kłosiński)‏ (و. 1943 – 2008 م) هو كاتب سيناريو، ومصور سينمائي، ومشغل كاميرا بولندي، ولد في وارسو، توفي عن عمر يناهز 65 عاماً، بسبب سرطان الرئة.

## التعليم
تعلم في المدرسة الوطنية للأفلام في وودج
.

## جوائز
حصل على جوائز منها:

ميدالية الاستحقاق للثقافة ‏

## وصلات خارجية
- إدوارد كلوسنسكي على موقع IMDb (الإنجليزية)
- إدوارد كلوسنسكي على موقع قاعدة بيانات الأفلام العربية
- إدوارد كلوسنسكي على موقع ألو سيني (الفرنسية)
- إدوارد كلوسنسكي على موقع أول موفي (الإنجليزية)
- إدوارد كلوسنسكي على موقع قاعدة بيانات الأفلام السويدية (السويدية)
- إدوارد كلوسنسكي على موقع قاعدة بيانات الفيلم (الإنجليزية)
- إدوارد كلوسنسكي على موقع كينوبويسك (الروسية)